# Umberto Curi
Umberto Curi (Verona, 4 settembre 1941) è un filosofo italiano.

## Biografia
Dopo aver conseguito la laurea nel 1964 e successivamente la specializzazione nel 1967 in filosofia presso l'Università degli Studi di Padova, nel 1971 consegue la libera docenza in storia della filosofia moderna e contemporanea, quindi ottiene nel medesimo anno l'incarico di insegnamento di questa disciplina, per diventare assistente ordinario nel 1976, poi professore associato nel 1980 quindi ordinario nel 1986, presso la Facoltà di Lettere e Filosofia dell'ateneo patavino, in cui ha anche presieduto il corso di laurea in Filosofia, dal 1994 al 2008. Nel 1995 passa alla cattedra di storia della filosofia, che regge fino al 2008 quando entra in quiescenza, quindi la nomina a professore emerito. Ha diretto, per oltre vent'anni, la Fondazione culturale “Istituto Gramsci-Veneto” ed è stato inoltre, per un decennio, membro del Consiglio direttivo della Biennale di Venezia.
Formatosi alla scuola di Carlo Giacon, Carlo Diano, Marino Gentile e Paolo Bozzi, ma mantenendo una posizione di indipendenza di pensiero, all'incirca all'inizio degli anni settanta incontra Massimo Cacciari. Si avvia, così, un sodalizio estremamente solido e fecondo, all'insegna di una comune ricerca del "nuovo", e di un impegno teoretico rigoroso, che va oltre il piano strettamente scientifico, in direzione di una partecipazione civile e politica mai assorbita dentro gli schemi dell'ortodossia, bensì ispirata alla massima autonomia del lavoro intellettuale.
Nella sua più matura attività di ricerca, si possono individuare tre fondamentali linee di indagine: la riflessione sul nesso politica-guerra e sulla nozione teoretica di polemos, lungo la linea che congiunge Eraclito a Martin Heidegger; la valorizzazione della narrazione, sia intesa come mythos sia concepita come opera cinematografica; la meditazione su alcuni temi fondamentali dell'interrogazione filosofica, quali l'amore e la morte, il dolore e il destino.
Ha vinto l'edizione 2010 del Praemium Classicum Clavarense.
Fra le sue numerose opere della fase più matura, di particolare rilievo sono:
- Endiadi. Figure della duplicità, Feltrinelli, Milano, 1995;
- Polemos. Filosofia come guerra, Bollati Boringhieri, Torino, 2000;
- La forza dello sguardo, Bollari Boringhieri, Torino, 2004;
- Meglio non essere nati. La condizione umana tra Eschilo e Nietzsche, Bollati Boringhieri, Torino, 2008.

L'assiduo lavoro di filosofia del cinema è testimoniato soprattutto da:
- Lo schermo del pensiero. Cinema e filosofia, Raffaello Cortina Editore, Milano, 2000;
- Un filosofo al cinema, Bompiani, Milano, 2006.

Rifiutando di riconoscersi in qualunque “ismo”, comunque declinato, lo stesso Curi ha dichiarato di vedersi sinteticamente “rappresentato” in due citazioni storiche:
(Platone, Lettera settima)
(Martin Heidegger, L'essenza della verità,  a cura di Franco Volpi, Milano 1988, p. 116)
Infine, nel piccolo ma denso saggio La brama dell'avere (2016), scritto con Sabino Chialà, si ha un attento e puntuale riesame sia storico-filosofico che critico-filologico della fondamentale categoria esistenziale dell'avere, alla luce dell'odierno assetto socio-comunitario.

## Opere
- Il problema dell'unità del sapere nel comportamentismo, CEDAM, Padova, 1967.
- Analisi operazionale e operazionismo, CEDAM, Padova, 1970.
- L'analisi operazionale della psicologia, Franco Angeli, Milano, 1973.
- Dagli Jonici alla crisi della fisica, CEDAM, Padova, 1974.
- Sulla “scientificità” del marxismo, Feltrinelli, Milano, 1975 (nuova edizione, 1979).
- Anticonformismo e libertà intellettuale: per una dialettica tra pensiero e politica, Padova, 1977.
- Psicologia e critica dell'ideologia, Bertani, Roma, 1977.
- La ricerca in America 1900-1940, a cura di, Marsilio, Venezia, 1978.
- Società civile e stato tra Hegel e Marx, Cleup, Padova, 1980.
- Katastrophé. Sulle forme del mutamento scientifico, Arsenale Cooperativa, Venezia, 1982.
- La razionalità scientifica, Abano Terme, 1982.
- La linea divisa. Modelli di razionalità e pratiche scientifiche nel pensiero occidentale, De Donato, Bari, 1983.
- Pensare la guerra. Per una cultura della pace, Dedalo, Bari, 1985.
- Dimensioni del tempo, a cura di, Franco Angeli, Milano, 1987.
- L'opera di Einstein, Gabriele Corbo, Ferrara, 1988.
- La cosmologia oggi tra scienza e filosofia, Gabriele Corbo, Ferrara, 1988.
- La politica sommersa. Per un'analisi del sistema politico italiano, Franco Angeli, Milano, 1989.
- Lo scudo di Achille. Il PCI nella grande crisi, Franco Angeli, Milano, 1990.
- L'albero e la foresta. Il Partito Democratico della Sinistra nel sistema politico italiano (con Paolo Flores d'Arcais), Franco Angeli, Milano, 1990.
- Erwin Schroedinger, scienziato e filosofo, Il Poligrafo, Padova, 1990.
- The antropic principle, CUP, Cambridge (UK), 1991.
- Metamorfosi del tragico tra classico e moderno, De Donato, Bari. 1991.
- L'albero e la foresta. Il Partito Democratico della Sinistra nel sistema politico italiano (con Paolo Flores D'Arcais), Milano, 1991.
- La repubblica che non c'è, Milano, 1992.
- Origini. L'universo, la vita, l'intelligenza, Il Poligrafo, Padova, 1993.
- Pensare la guerra. Per una cultura della pace, Dedalo, Bari, 1993.
- Kosmos. Cosmology between Science and Philosophy, CUP, Cambridge (UK), 1994.
- Poròs. Dialogo in una società che rifiuta la bellezza (con Angelina de Lillo), Milano, 1995
- L'orto di Zenone. Coltivare per osmosi (con Federico Friggio), Milano, 1996.
- La cognizione dell'amore. Eros e filosofia, Feltrinelli, Milano, 1997.
- Il mantello e la scarpa. Filosofia e scienza tra Platone e Einstein, Il Poligrafo, Padova, 1998.
- Pensare la guerra. L'Europa e il destino della politica, Dedalo, Bari, 1999.
- Pólemos. Filosofia come guerra, Bollati Boringhieri, Torino, 2000.
- Endiadi. Figure della duplicità, Feltrinelli, Milano, 2000 (nuova edizione, Raffaello Cortina Editore, Milano, 2015).
- Lo schermo del pensiero. Cinema e filosofia, Raffaello Cortina Editore, Milano, 2000.
- Ombre delle idee. Filosofia del cinema fra «American beauty» e «Parla con lei», Pendragon, Bologna, 2002.
- Filosofia del Don Giovanni. Alle origini di un mito moderno, Bruno Mondadori, Milano, 2002.
- Il farmaco della democrazia. Alle radici della politica, Marinotti, Milano, 2003.
- La forza dello sguardo, Bollati Boringhieri, Torino, 2004.
- Skenos. Il Don Giovanni nella società dello spettacolo (con Laura Cesaroni), Milano, 2005.
- Libidine e denuncia. L'eros nella società della corruzione, Milano, 2005.
- Un filosofo al cinema, Bompiani, Milano, 2006.
- Meglio non essere nati. La condizione umana tra Eschilo e Nietzsche, Bollati Boringhieri, Torino, 2008.
- Miti d'amore. Filosofia dell'eros, Bompiani, Milano, 2009.
- Pensare con la propria testa,  Mimesis, Milano, 2009 (con due cd).
- Straniero, Raffaello Cortina Editore, Milano, 2010.
- Passione, Raffaello Cortina Editore, Milano, 2013.
- La porta stretta. Come diventare maggiorenni, Bollati Boringhieri, Torino, 2015.
- I figli di Ares. Guerra infinita e terrorismo, Castelvecchi, Roma, 2016.
- La brama dell'avere (con Sabino Chialà), Il Margine, Trento, 2016.
- Il coraggio di pensare, manualistica di filosofia, Loescher editore, Torino, 2018.